# Dialogue Symphonie
«Dialogue Symphonie» es el primer sencillo de la banda japonesa Moi dix Mois. Lanzado el 19 de noviembre de 2002.

## Lista de canciones
| (8cmCD) |                                     |        |        |          |  |
| N.º     | Título                              | Letras | Música | Duración |  |
| 1.      | «Dialogue Symphonie»                | Mana   | Mana   | 4:34     |  |
| 2.      | «Dialogue Symphonie (Instrumental)» | Mana   | Mana   | 4:34     |  |
| 3.      | «Forbidden»                         | Mana   | Mana   | 3:26     |  |
| 4.      | «Forbidden (Instrumental)»          | Mana   | Mana   | 3:21     |  |
| 15:15   |                                     |        |        |          |  |

- Datos: Q3267598